# 시엘 타워
시엘 타워는 아랍에미리트 두바이에 마천루이다. 이 건물은 카얀 타워 약 15m 떨어진 앞쪽에 건설되며 지붕 높이를 층수로 환산하면 90층이되고  1042개의 객실을 포함한다.   